# Howard Payne
Howard Payne (Andrew Howard Payne; * 17. April 1932 in Benoni, Südafrika; † 1. März 1992 in Sheffield) war ein britischer Hammerwerfer.
1958 wurde er für Südrhodesien startend bei den British Empire and Commonwealth Games in Cardiff Vierter im Hammerwurf. Im Kugelstoßen wurde er Elfter, im Diskuswurf kam er auf den 14. Platz.
Von da ab beschränkte er sich bei internationalen Meisterschaften auf den Hammerwurf. 1962 siegte er für England startend bei den British Empire and Commonwealth Games in Perth, und 1964 schied er bei den Olympischen Spielen in Tokio in der Qualifikation aus.
Bei den British Empire and Commonwealth Games 1966 in Kingston verteidigte er seinen Titel, bei den Olympischen Spielen 1968 in Mexiko-Stadt wurde er Zehnter und bei den Europameisterschaften 1969 in Athen Achter.
1970 gewann er bei den British Commonwealth Games in Edinburgh seinen dritten Titel in Folge. Bei den Europameisterschaften 1971 in Helsinki und den Olympischen Spielen 1972 in München kam er nicht über die Vorrunde hinaus.
1974 holte er Silber bei den British Commonwealth Games in Christchurch, scheiterte aber bei den Europameisterschaften in Rom in der Qualifikation.
Fünfmal wurde er Englischer Meister (1964, 1969–1971, 1973).
Seine Ehe mit der Diskuswerferin Rosemary Payne wurde geschieden.

## Persönliche Bestleistungen
- Kugelstoßen: 14,11 m,	1961
- Diskuswurf: 44,86 m, 1970
- Hammerwurf: 70,88 m, 29. Juni 1974, Warschau